# Hans-Rudolf Stalder
Pour les articles homonymes, voir Stalder.
Hans-Rudolf Stalder (né le 9 juillet 1930 à Zurich, décédé le 28 juillet 2017) est un clarinettiste classique suisse, notamment sur cor de basset et clarinette de basset. Il est considéré comme le fondateur de l'école suisse de la clarinette qui a combiné la tradition germanique avec la virtuosité française et l'expressivité italienne. 

## Biographie
Hans-Rudolf Stalder s'est formé au Conservatoire de Zurich en recevant des leçons d'Emil Fanghänel, puis il se perfectionne auprès de Gustav Steinkamp et de Louis Cahuzac à Bagnères-de-Luchon. Il se consacre intensément à l'étude de l'interprétation avec des critères historiques à partir des traités de Vanderhagen, Backofen et Lefèvre. En 1968, à Augsbourg, il donne pour la première fois une interprétation du concerto pour clarinette de Mozart avec clarinette de basset en la moderne (fabriquée par Rudolph Uebel mais marquée F. Arthur Uebel),.
Il a été clarinette solo de l'orchestre symphonique de Saint-Gall de 1953 à 1955. Il occupe ensuite le poste de première clarinette de l'orchestre de la Tonhalle de Zurich entre 1955 et 1986. Stalder a enseigné au Conservatoire de Zurich de 1960 à 1970 puis il est nommé professeur à la Schola Cantorum Basiliensis à Bâle de 1975 à 1996. Il a formé et accompagné toute une génération de clarinettistes comme Sabine Meyer, Paul Meyer, Hans Deinzer, Philippe Cuper, Charles Neidich (en)... 
Il est l'un des pionniers de l'interprétation musicale avec des clarinettes historiques. 
Hans-Rudolf Stalder pratiquait également la musique contemporaine et a travaillé avec Pierre Boulez. Il a joué la première du Concerto de chambre pour clarinette et cordes de Karl Amadeus Hartmann ainsi que celle de la Ballade de Frank Martin dans l'arrangement que le compositeur avait fait pour lui pour cor de basset et orchestre. 
Il a fondé ses propres ensembles, le Stalder Quintet (1955-1990) et le « Zürcher Klarinetten-Trio » (fondé en 1976) avec Heinz Hofer, clarinette basse du Tonhalle Orchester, et Elmar Schmid (en), pour lesquels de nombreuses œuvres ont été écrites,.
Stalder a été membre de nombreux jurys de concours de clarinette, y compris le Concours international de musique de l'ARD.
Stalder savait jouer les deux systèmes de clétage de clarinettes Boehm et Oehler à un niveau professionnel, ainsi que sur clarinettes historiques. Sa collection de clarinettes historiques a été confiée au musée de la Musique de Bâle. 
Hans-Rudolf Stalder est membre honoraire de l'International Clarinet Association depuis 1993.

## Discographie sélective
Hans-Rudolf Stalder a réalisé plus d'une vingtaine d'enregistrement, notamment :
- Virtuose Klarinettenkonzerte avec Hans-Rudolf Stalder, Kölner Kammerorchester, Helmut Müller-Brühl, (Schwann VMS 2012, 1967)
  - Johann Melchior Molter, Concerto en la majeur pour clarinette en ré, cordes et basse continue
  - Karl Stamitz, Concerto en mi bémol majeur pour clarinette et orchestre
  - Alessandro Rolla, Concerto pour cor de basset en fa majeur et orchestre (1829). Un enregistrement remarquable avec un cor de basset fabriqué par Johann Simon Stengel de Bayreuth (ca. 1840).
- Mozart, concerto pour clarinette, interprété en septembre 1968 sur une clarinette de basset en la moderne système Boehm fabriquée par Rudolf Uebel (mais marquée F. Arthur Uebel), (disque 33 tours, Ex Libris EL16545, 1969)[8],[9]
- Virtuose Klarinettenmusik der Romantik I : Carl Maria von Weber, Louis Spohr avec Hans-Rudolf Stalder, (Jecklin JD 536-2, 1986)
- Musik aus der Blütezeit des Bassetthorns, (Jecklin JD 560-2, 1988)
  - Franz Danzi, Sonate pour cor de basset et piano, op. 62, en fa majeur
  - Johann Georg Heinrich Backofen, Concertante, op.7
  - Alois Beerhalter, Variations pour cor de basset et piano, "Im tiefen Keller sitz' ich hier"
  - Felix Mendelssohn, 
    - Pièce pour clarinette, cor de basset et orchestre no.1, op.113 en fa majeur, "Konzertstück"
    - Pièce pour clarinette, cor de basset et orchestre no.2, op.114 en ré mineur, "Konzertstück"
- Wolfgang Amadeus Mozart, Musik für Klarinetten & Bassetthörner, enregistré en 1978 & 1968, (Jecklin JD 549-2, 2004)